# Kwasy nukleinowe

Model fragmentu podwójnej helisy DNA

Kwasy nukleinowe (dawniej nukleiny) – organiczne związki chemiczne, biopolimery zbudowane z nukleotydów (czyli polinukleotydy). Zostały odkryte w roku 1869 przez Johanna Friedricha Mieschera. Znane są dwa podstawowe rodzaje naturalnych kwasów nukleinowych: kwasy deoksyrybonukleinowe (DNA) i rybonukleinowe (RNA).

## Występowanie w organizmach
Komórki wszystkich organizmów na Ziemi zawierają zarówno DNA (w jądrze komórkowym, mitochondriach, plastydach, plazmidach i nukleoidach, a także jako eccDNA), jak i RNA (w jądrze komórkowym, rybosomach, spliceosomach i kryptach). Oprócz tego komórki mogą zawierać pasożyty wewnątrzkomórkowe (także mające kwasy nukleinowe). Ich przykładem są wirusy, co jest podstawą ich podziału na wirusy RNA i wirusy DNA. Wiroidy, które mogą przeniknąć do komórki roślinnej, to z kolei zakaźne cząsteczki RNA. 

## Funkcje
Kwasy nukleinowe przechowują informację genetyczną organizmu oraz pośredniczą w produkcji białek zgodnie z zasadami kodu genetycznego. 
Cząsteczki kwasu rybonukleinowego pełnią kluczowe role w funkcjonowaniu komórki. Odpowiadają m.in. za regulację ekspresji genów (miRNA), a także wchodzą w skład aparatu translacyjnego (rRNA tworzące rybosom oraz tRNA dobudowujące kolejne aminokwasy do syntezowanego łańcucha peptydowego). Spośród innych funkcji realizowanych przez RNA można wymienić regulację splicingu przez snRNA oraz ochronę komórek płciowych przed retrotranspozonami przez piRNA. Niektóre cząsteczki RNA – rybozymy – mają właściwości katalityczne. 
W komórkach bakteryjnych, a także w niektórych organizmach eukariotycznych, ważną rolę spełniają ryboprzełączniki, regulujące ekspresję genów. W odróżnieniu jednak od eukariotycznych miRNA, ryboprzełącznik jest w tej samej cząsteczce mRNA co białko, którego ekspresję reguluje, a regulacja następuje poprzez zmianę konformacji nici mRNA (inaczej niż w dużo bardziej złożonym mechanizmie działania białkowo-rybonukleinowego kompleksu RISC, w skład którego wchodzi miRNA).

## Budowa

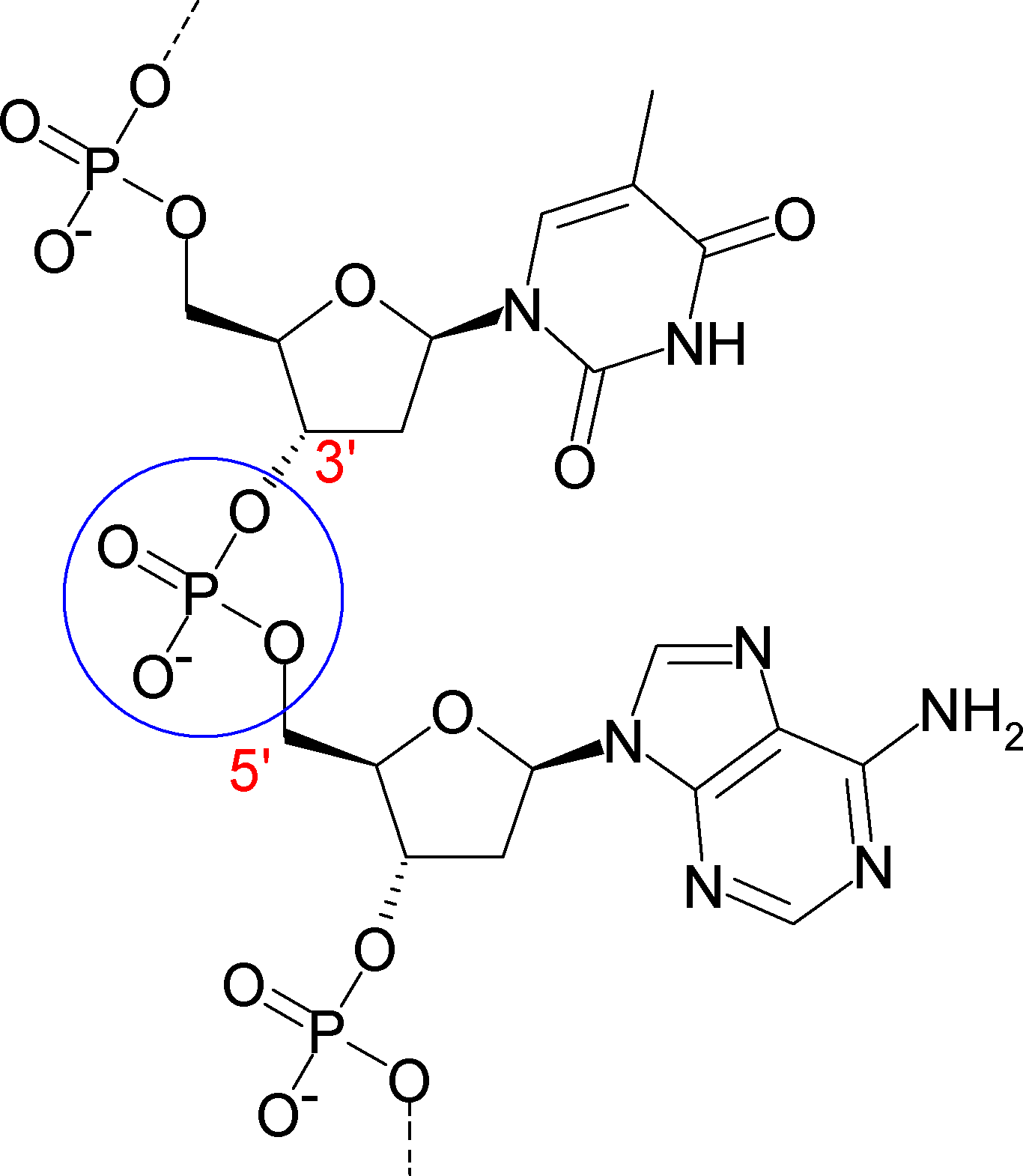
Struktura fragmentu DNA. Grupa fosforanowa łączy wiązaniami estrowymi pozycje 3'-O i 5'-O reszt deoksyrybozy. W pozycjach 1' przyłączone są przykładowe zasady heterocykliczne (tymina i adenina)

Monomer kwasu nukleinowego (nukleotyd) składa się z nukleozydu – czyli cząsteczki pentozy (dla RNA rybozy, dla DNA deoksyrybozy), do której przyłączona jest, przy pierwszym atomie węgla, wiązaniem N-glikozydowym zasada azotowa (purynowa lub pirymidynowa) – oraz z reszty fosforanowej, przyłączonej do trzeciego oraz piątego atomu węgla dwóch sąsiednich pentoz polimeru. Wynika z tego, że między nukleotydami występuje wiązanie fosfodiestrowe.
Wspomnianymi zasadami są adenina, guanina, cytozyna oraz uracyl (w RNA) lub tymina (w DNA).